# بانف

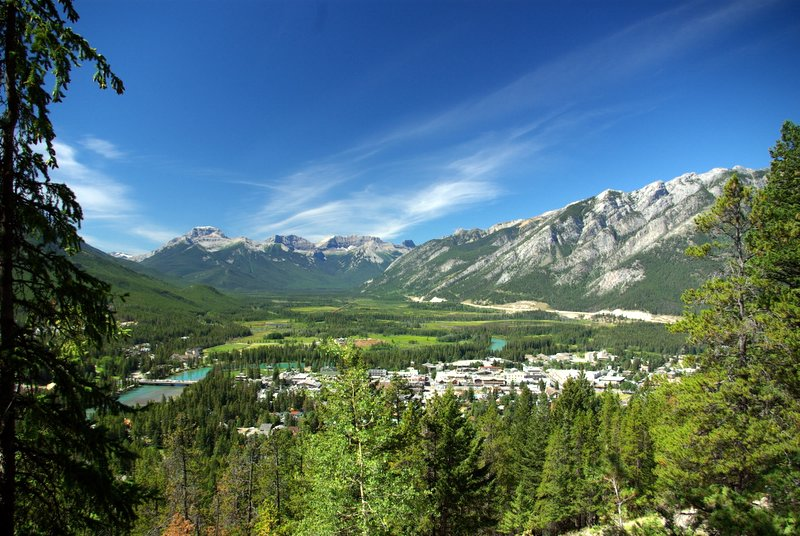
منظر عام لبلدة بانف.

بانف بلدة كندية تقع داخل منطقة منتزه بانف الوطني في ألبرتا. وهي تقع في منطقة جبال روكي على طول طريق ترانس كندا السريع، بما يقارب من 126 كم إلى الغرب من كالغاري، و58 كم شرق بحيرة لويز. تقع البلدة على ارتفاع 1400 - 1630 م.

## المناخ
يظهر الجدول التالي التغييرات المناخية على مدار السنة لبانف:
| البيانات المناخية لـبانف           | البيانات المناخية لـبانف | البيانات المناخية لـبانف | البيانات المناخية لـبانف | البيانات المناخية لـبانف | البيانات المناخية لـبانف | البيانات المناخية لـبانف | البيانات المناخية لـبانف | البيانات المناخية لـبانف | البيانات المناخية لـبانف | البيانات المناخية لـبانف | البيانات المناخية لـبانف | البيانات المناخية لـبانف | البيانات المناخية لـبانف |
| الشهر                              | يناير                    | فبراير                   | مارس                     | أبريل                    | مايو                     | يونيو                    | يوليو                    | أغسطس                    | سبتمبر                   | أكتوبر                   | نوفمبر                   | ديسمبر                   | المعدل السنوي            |
| ---------------------------------- | ------------------------ | ------------------------ | ------------------------ | ------------------------ | ------------------------ | ------------------------ | ------------------------ | ------------------------ | ------------------------ | ------------------------ | ------------------------ | ------------------------ | ------------------------ |
| الدرجة القصوى قرينة الرطوبة        | 12.2                     | 14.3                     | 16.1                     | 24.4                     | 29.0                     | 30.0                     | 33.0                     | 32.8                     | 30.4                     | 24.9                     | 15.0                     | 12.2                     | 33.0                     |
| الدرجة القصوى °م (°ف)              | 12.2 (54.0)              | 14.7 (58.5)              | 17.2 (63.0)              | 25.6 (78.1)              | 29.4 (84.9)              | 33.3 (91.9)              | 34.4 (93.9)              | 34.8 (94.6)              | 31.0 (87.8)              | 26.5 (79.7)              | 16.5 (61.7)              | 12.5 (54.5)              | 34.8 (94.6)              |
| متوسط درجة الحرارة الكبرى °م (°ف)  | −3.1 (26.4)              | −0.2 (31.6)              | 5.2 (41.4)               | 9.7 (49.5)               | 14.7 (58.5)              | 18.6 (65.5)              | 21.6 (70.9)              | 21.6 (70.9)              | 16.4 (61.5)              | 10.0 (50.0)              | 0.1 (32.2)               | −5.2 (22.6)              | 9.1 (48.4)               |
| المتوسط اليومي °م (°ف)             | −7.7 (18.1)              | −5.7 (21.7)              | −0.7 (30.7)              | 3.8 (38.8)               | 8.3 (46.9)               | 12.1 (53.8)              | 14.5 (58.1)              | 14.3 (57.7)              | 9.5 (49.1)               | 4.3 (39.7)               | −4.1 (24.6)              | −9.3 (15.3)              | 3.3 (37.9)               |
| متوسط درجة الحرارة الصغرى °م (°ف)  | −12.2 (10.0)             | −11.1 (12.0)             | −6.6 (20.1)              | −2.1 (28.2)              | 1.9 (35.4)               | 5.5 (41.9)               | 7.3 (45.1)               | 6.9 (44.4)               | 2.6 (36.7)               | −1.3 (29.7)              | −8.1 (17.4)              | −13.3 (8.1)              | −2.6 (27.3)              |
| أدنى درجة حرارة °م (°ف)            | −51.2 (−60.2)            | −45.0 (−49.0)            | −40.6 (−41.1)            | −27.2 (−17.0)            | −17.8 (0.0)              | −3.9 (25.0)              | −1.7 (28.9)              | −4.5 (23.9)              | −16.7 (1.9)              | −27.0 (−16.6)            | −40.6 (−41.1)            | −48.3 (−54.9)            | −51.2 (−60.2)            |
| أدنى درجة حرارة تبريد الرياح       | −52.1                    | −49.1                    | −41.8                    | −37.0                    | −21.2                    | −5.3                     | 0.0                      | −4.7                     | −14.4                    | −30.5                    | −43.1                    | −50.6                    | −52.1                    |
| الهطول مم (إنش)                    | 20.4 (0.80)              | 17.0 (0.67)              | 20.8 (0.82)              | 33.6 (1.32)              | 62.4 (2.46)              | 68.3 (2.69)              | 68.0 (2.68)              | 61.7 (2.43)              | 38.6 (1.52)              | 31.9 (1.26)              | 25.9 (1.02)              | 21.4 (0.84)              | 469.9 (18.50)            |
| معدل هطول الأمطار مم (إنش)         | 2.7 (0.11)               | 2.5 (0.10)               | 3.1 (0.12)               | 14.4 (0.57)              | 48.3 (1.90)              | 67.3 (2.65)              | 67.8 (2.67)              | 61.5 (2.42)              | 32.9 (1.30)              | 15.7 (0.62)              | 4.5 (0.18)               | 1.7 (0.07)               | 322.5 (12.70)            |
| متوسط تساقط الثلوج سم (إنش)        | 24.2 (9.5)               | 20.5 (8.1)               | 23.6 (9.3)               | 21.6 (8.5)               | 15.0 (5.9)               | 1.0 (0.4)                | 0.1 (0.0)                | 0.3 (0.1)                | 6.5 (2.6)                | 20.2 (8.0)               | 30.8 (12.1)              | 27.4 (10.8)              | 191.0 (75.2)             |
| متوسط أيام هطول الأمطار (≥ 0.2 mm) | 9.9                      | 9.3                      | 9.5                      | 11.2                     | 14.2                     | 15.9                     | 16.0                     | 14.9                     | 10.1                     | 9.9                      | 10.1                     | 9.6                      | 140.6                    |
| متوسط الأيام الممطرة (≥ 0.2 mm)    | 0.87                     | 1.3                      | 1.7                      | 5.4                      | 12.9                     | 15.9                     | 16.0                     | 14.8                     | 9.2                      | 6.1                      | 1.8                      | 0.86                     | 86.8                     |
| متوسط الأيام المثلجة (≥ 0.2 cm)    | 9.4                      | 8.5                      | 8.6                      | 7.6                      | 3.5                      | 0.29                     | 0.07                     | 0.21                     | 2.1                      | 5.1                      | 9.2                      | 9.3                      | 64.0                     |
| متوسط الرطوبة النسبية (%)          | 62.5                     | 51.4                     | 43.8                     | 41.0                     | 40.5                     | 39.6                     | 39.7                     | 40.4                     | 43.3                     | 44.5                     | 61.7                     | 66.0                     | 47.9                     |
| المصدر: Environment Canada         |                          |                          |                          |                          |                          |                          |                          |                          |                          |                          |                          |                          |                          |

## أعلام
- إد ريان
- آرثر أوليفر ويلر
- بيل بروستر
- غورد ستافورد